# Lac-des-Rouges-Truites
Lac-des-Rouges-Truites är en kommun i departementet Jura i regionen Bourgogne-Franche-Comté i östra Frankrike. Kommunen ligger i kantonen Saint-Laurent-en-Grandvaux som tillhör arrondissementet Saint-Claude. År 2022 hade Lac-des-Rouges-Truites 395 invånare.

## Befolkningsutveckling
Antalet invånare i kommunen Lac-des-Rouges-Truites
Referens:INSEE